# Nokia N81
El Nokia N81 és un telèfon mòbil de tipus smartphone fabricat per Nokia i llançat al mercat el 29 d'agost del 2007. Utilitza la interfície d'usuari S60 tercera edició sobre un sistema operatiu Symbian OS.